# Sant Pere d'Oristrell
Sant Pere d'Oristrell és una església del municipi del Pont de Vilomara i Rocafort (Bages) inclosa en l'Inventari del Patrimoni Arquitectònic de Catalunya.

## Descripció
És una petita església d'una única nau de planta rectangular. A la façana de ponent hi ha la porta, de mig punt, amb la data de 1858, i un petit ull de bou. Culmina la façana principal un esvelt campanar quadrat. Es veu clarament que aquesta capella fou sobrealçada i que s'hi afegí un petit cos a mà dreta amb funció de sagristia. Envolta tota l'ermita un banc de pedra adossat als murs d'aquesta.
Està coberta amb volta de canó, reforçada per un arc faixó que es recolza sobre un petit estrep. Una motllura recorre tota la part superior de la nau. Interiorment està enguixada i pintada.
Els carreus són irregulars, units amb argamassa, i força disposats en filades. L'ermita ha sofert diverses modificacions, cosa que dificulta el poder identificar els elements constructius de la primitiva església.

## Història
El lloc d'Oristrell apareix citat des del 966 com a "villa Ullestrello". L'església apareix esmentada el 1230 i el 1291 com a Sant Pere de la Torre. Es trobava dins l'antic terme del castell de Rocafort i es creu que no degué passar de ser una capella rural sota la dependència de la parroquial de Santa Maria de Rocafort.
Actualment es troba sense culte, encara que s'hi diu missa el dia del sant patró. El seu estat de conservació és força bo. En l'incendi de l'estiu de 1985 va córrer perill de cremar-se, i fins i tot s'hi ha hagut de fer obres per pal·liar els desperfectes que sofrí.